# سيد مردة يوسفي (سر أسياب يوسفي)
سید مردة یوسفي (بالفارسية: سیدمرده یوسفی) هي قرية تقع في إيران في قسم سر أسياب يوسفي الريفي.